# Claude Bancilhon
Claude Michel Bancilhon (ur. 22 kwietnia 1931 w Paryżu, zm. 22 lipca 2014 tamże) – francuski florecista, czterokrotny medalista mistrzostw świata.
Podczas mistrzostw świata w Brukseli w 1953 roku Francuzi w składzie: Claude Bancilhon, Christian d’Oriola, Jacques Lataste, Claude Netter, Jacques Noël i Adrien Rommel zdobyli złoty medal w zawodach drużynowych. W tej samej konkurencji zdobył też złoty medal na mistrzostwach świata w Filadelfii (1958, skład: Claude Bancilhon, Bernard Baudoux, Roger Closset, Christian d'Oriola, Jacques Guittet, Claude Netter) oraz srebrne na mistrzostwach świata w Luksemburgu (1954) i mistrzostwach świata w Paryżu (1957).
Nigdy nie wziął udziału w igrzyskach olimpijskich.